# Cầu sông Dương Tử Vũ Hán

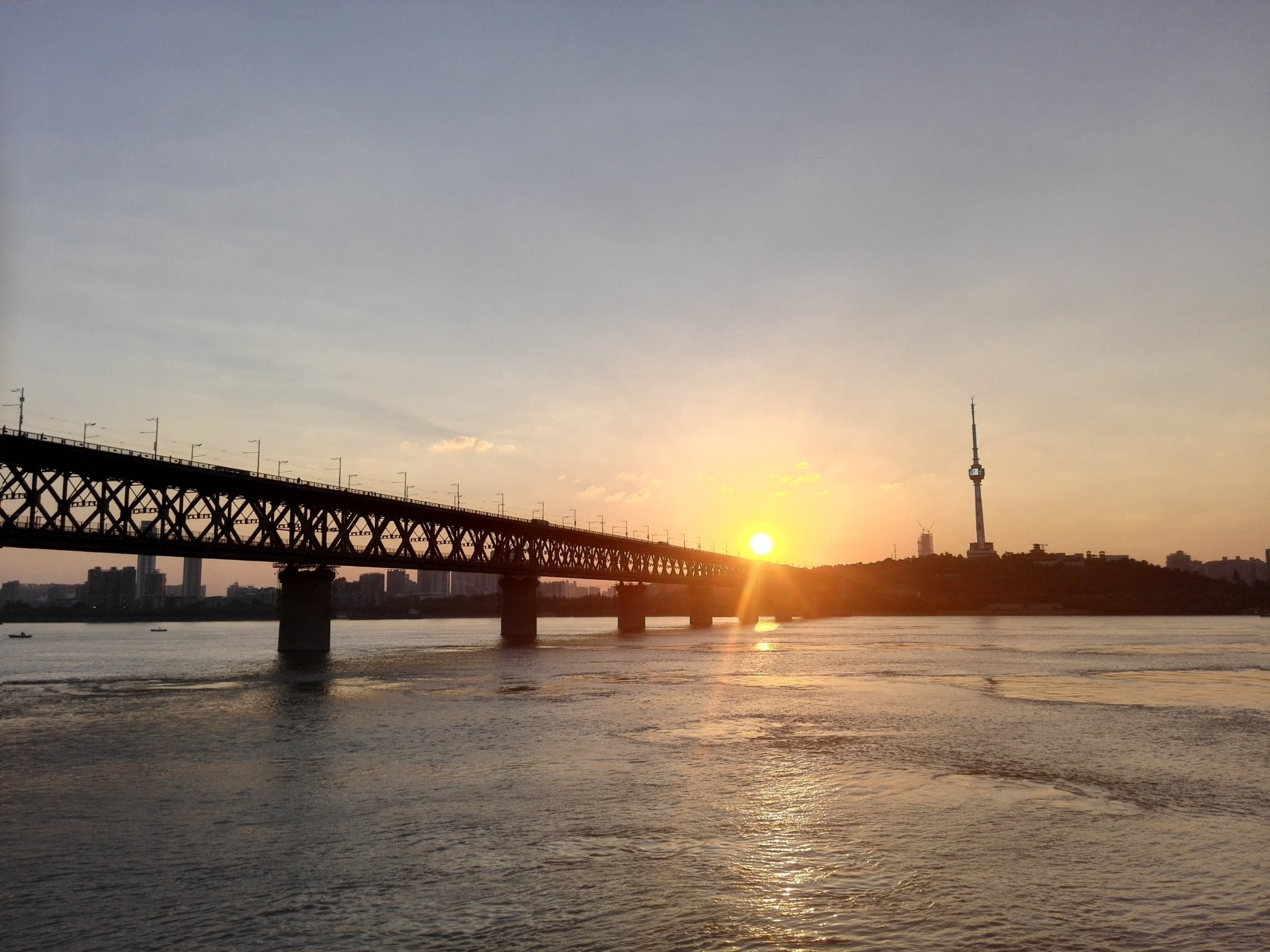
Cầu sông Dương Tử Vũ Hán

Cầu sông Dương Tử Vũ Hán (giản thể: 武汉长江大桥; phồn thể: 武漢長江大橋; bính âm: Wǔhàn Chángjiāng Dàqiáo), thường được gọi là Cầu Dương Tử đầu tiên của Vũ Hán, là một sàn đôi cầu đường bộ và đường sắt qua sông Dương Tử trong Vũ Hán, trong Trung Trung Quốc. Khi hoàn thành vào năm 1957, cây cầu là cầu vượt cực đông của Dương Tử và thường được gọi là "Cây cầu đầu tiên của Dương Tử".
Cây cầu kéo dài 1,6 km (1 dặm) từ Quy sơn ở Hán Dương, trên bờ phía bắc của Dương Tử, đến Đồi Rắn ở Vũ Xương, trên bờ phía nam của Dương Tử. Kế hoạch xây dựng cây cầu được thực hiện lần đầu tiên vào năm 1910. Tổng cộng có bốn cuộc khảo sát thăm dò được thực hiện từ năm 1913 đến 1948 để xác định một địa điểm phù hợp, nhưng những hạn chế về kinh tế và sự kết hợp của thế chiến II và nội chiến Trung Quốc đã ngăn chặn việc xây dựng cây cầu cho đến những năm 1950. Xây dựng thực tế bắt đầu vào tháng 9 năm 1955 và hoàn thành vào tháng 10 năm 1957.
Tầng trên của cây cầu là đường cao tốc ô tô hai chiều, bốn làn. Cấp thấp hơn là đường sắt đôi trên tuyến đường sắt Bắc Kinh - Quảng Châu.

## Xây dựng
Các kỹ sư Trung Quốc trong những năm 1950 vẫn phụ thuộc rất nhiều vào chuyên môn của Liên Xô trong các dự án lớn. Từ tháng 7 đến tháng 9 năm 1953, các kỹ sư Trung Quốc đã mang một số lượng lớn các kế hoạch và bản thiết kế của cây cầu đến Moskva để tham khảo ý kiến với các kỹ sư Liên Xô. Vào tháng 7 năm 1954, Hội đồng Nhà nước Cộng hòa Nhân dân Trung Hoa đã chấp thuận cho một phái đoàn kỹ sư Liên Xô gồm 28 người, do Konstantin Sergeyevich Silin (1913-1996), đến Trung Quốc và hỗ trợ người Trung Quốc thiết kế và xây dựng cây cầu.
Việc xây dựng chính thức bắt đầu vào ngày 1 tháng 9 năm 1955. Silin đã dự đoán rằng việc sử dụng caissons không khí có áp lực sẽ không thực tế do mực nước không thể đoán trước của Dương Tử, khiến cho việc khoan lỗ cho các hỗ trợ của cây cầu trở nên khó khăn hơn nhiều. Thiết kế cầu đúc hẫng đã được sử dụng, và việc xây dựng đã được tiến hành trong hơn hai năm. Mao Trạch Đông trở về Vũ Hán vào ngày 6 tháng 9 năm 1957 để kiểm tra cây cầu sắp hoàn thành, và có thể đi bộ từ phía Hán Dương đến phía Vũ Xương. Cây cầu chính thức mở cửa cho giao thông công cộng vào ngày 15 tháng 10 năm 1957.